# Woodmancote (Tewkesbury)
Woodmancote est une paroisse civile et un village du Gloucestershire, en Angleterre.